# R/2004 S1
R/2004 S 1, noto anche come S/2004 1R, è la designazione temporanea di un anello osservato attorno a Saturno . Si trova tra l'anello A e l'anello F, nell'orbita del satellite  Atlante. L'anello, sottile e difficilmente visibile, è stato scoperto dal gruppo che ispeziona le immagini della  sonda Cassini, annunciandone la scoperta il 9 settembre 2004.